# Rallicola pilgrimi
Rallicola pilgrimi är en insektsart som beskrevs av Clay 1972. Rallicola pilgrimi ingår i släktet Rallicola och familjen fjäderlöss. Inga underarter finns listade i Catalogue of Life.